# 1997 EE29
1997 EE29 är en asteroid i huvudbältet som upptäcktes den 13 mars 1997 av Višnjan-observatoriet i Kroatien.
Den tillhör asteroidgruppen Massalia.